# Чемпіонат світу з хокею із шайбою 1958
Чемпіонат світу з хокею із шайбою 1958 — 25-й чемпіонат світу з хокею із шайбою, який проходив в період з 28 лютого по 9 березня 1958 року.
У рамках чемпіонату світу пройшов 36-й чемпіонат Європи.
Збірна Канади виграла свій сімнадцятий титул чемпіонів світу, збірна СРСР — четвертий титул чемпіонів Європи. Найкращий бомбардир турніру канадець Конні Броден став єдиним гравцем, який в тому році окрім перемоги на чемпіонаті світу, здобув ще і Кубок Стенлі у складі Монреаль Канадієнс.

## Результати
| 28 лютого 1958 | Осло | США            | – | Польща         | 12:4 (4:2,2:0,6:2)  |
| 28 лютого 1958 | Осло | Чехословаччина | – | Фінляндія      | 5:1 (2:0,2:0,1:1)   |
| 28 лютого 1958 | Осло | Норвегія       | – | Швеція         | 0:9 (0:0,0:5,0:4)   |
| 1 березня 1958 | Осло | Швеція         | – | Фінляндія      | 5:2 (0:1,2:0,3:1)   |
| 1 березня 1958 | Осло | Норвегія       | – | СРСР           | 2:10 (0:1,1:5,1:4)  |
| 1 березня 1958 | Осло | Канада         | – | Польща         | 14:1 (8:1,1:0,5:0)  |
| 2 березня 1958 | Осло | СРСР           | – | Фінляндія      | 10:0 (5:0,1:0,4:0)  |
| 2 березня 1958 | Осло | Норвегія       | – | Канада         | 0:12 (0:4,0:6,0:2)  |
| 3 березня 1958 | Осло | Чехословаччина | – | Польща         | 7:1 (4:0,2:0,1:1)   |
| 3 березня 1958 | Осло | Канада         | – | Фінляндія      | 24:0 (7:0,7:0,10:0) |
| 4 березня 1958 | Осло | СРСР           | – | Чехословаччина | 4:4 (3:1,0:2,1:1)   |
| 4 березня 1958 | Осло | Швеція         | – | США            | 8:3 (3:2,1:0,4:1)   |
| 5 березня 1958 | Осло | Норвегія       | – | США            | 1:6 (1:1,0:2,0:3)   |
| 5 березня 1958 | Осло | Фінляндія      | – | Польща         | 2:2 (0:1,0:1,2:0)   |
| 6 березня 1958 | Осло | Канада         | – | Швеція         | 10:2 (6:0,1:1,3:1)  |
| 6 березня 1958 | Осло | Чехословаччина | – | США            | 2:2 (1:0,1:1,0:1)   |
| 6 березня 1958 | Осло | СРСР           | – | Польща         | 10:1 (3:0,5:1,2:0)  |
| 6 березня 1958 | Осло | Норвегія       | – | Фінляндія      | 1:2 (0:0,1:0,0:2)   |
| 7 березня 1958 | Осло | Канада         | – | Чехословаччина | 6:0 (2:0,0:0,4:0)   |
| 7 березня 1958 | Осло | Швеція         | – | Польща         | 12:2 (2:1,6:1,4:0)  |
| 7 березня 1958 | Осло | СРСР           | – | США            | 4:1 (1:0,2:0,1:1)   |
| 8 березня 1958 | Осло | Норвегія       | – | Чехословаччина | 0:2 (0:1,0:1,0:0)   |
| 8 березня 1958 | Осло | СРСР           | – | Швеція         | 4:3 (1:0,2:2,1:1)   |
| 8 березня 1958 | Осло | Канада         | – | США            | 12:1 (4:0,2:0,6:1)  |
| 9 березня 1958 | Осло | США            | – | Фінляндія      | 4:2 (2:0,1:1,1:1)   |
| 9 березня 1958 | Осло | Швеція         | – | Чехословаччина | 7:1 (2:1,3:0,2:0)   |
| 9 березня 1958 | Осло | Норвегія       | – | Польща         | 8:3 (1:1,3:2,4:0)   |
| 9 березня 1958 | Осло | Канада         | – | СРСР           | 4:2 (0:1,1:0,3:1)   |

## Підсумкова таблиця
| Місце | Збірна         | Матчі | Перемоги | Нічиї | Поразки | Шайби   | Очки |
| ----- | -------------- | ----- | -------- | ----- | ------- | ------- | ---- |
| 1     | Канада         | 7     | 7        | 0     | 0       | 82 : 6  | 14   |
| 2     | СРСР           | 7     | 5        | 1     | 1       | 44 : 15 | 11   |
| 3     | Швеція         | 7     | 5        | 0     | 2       | 46 : 22 | 10   |
| 4     | Чехословаччина | 7     | 3        | 2     | 2       | 21 : 21 | 8    |
| 5     | США            | 7     | 3        | 1     | 3       | 29 : 33 | 7    |
| 6     | Фінляндія      | 7     | 1        | 1     | 5       | 9 : 51  | 3    |
| 7     | Норвегія       | 7     | 1        | 0     | 6       | 12 : 44 | 2    |
| 8     | Польща         | 7     | 0        | 1     | 6       | 14 : 65 | 1    |

## Призери чемпіонату Європи
|  | СРСР           |
|  | Швеція         |
|  | Чехословаччина |

## Найкращі гравці чемпіонату світу
Найкращими гравцями були обрані:
Воротар  Владімір Надрхал
Захисник  Іван Трегубов
Нападник  Чарлі Бернс